# Bataguassu
Bataguassu is een gemeente in de Braziliaanse deelstaat Mato Grosso do Sul. De gemeente telt 19.596 inwoners (schatting 2009).

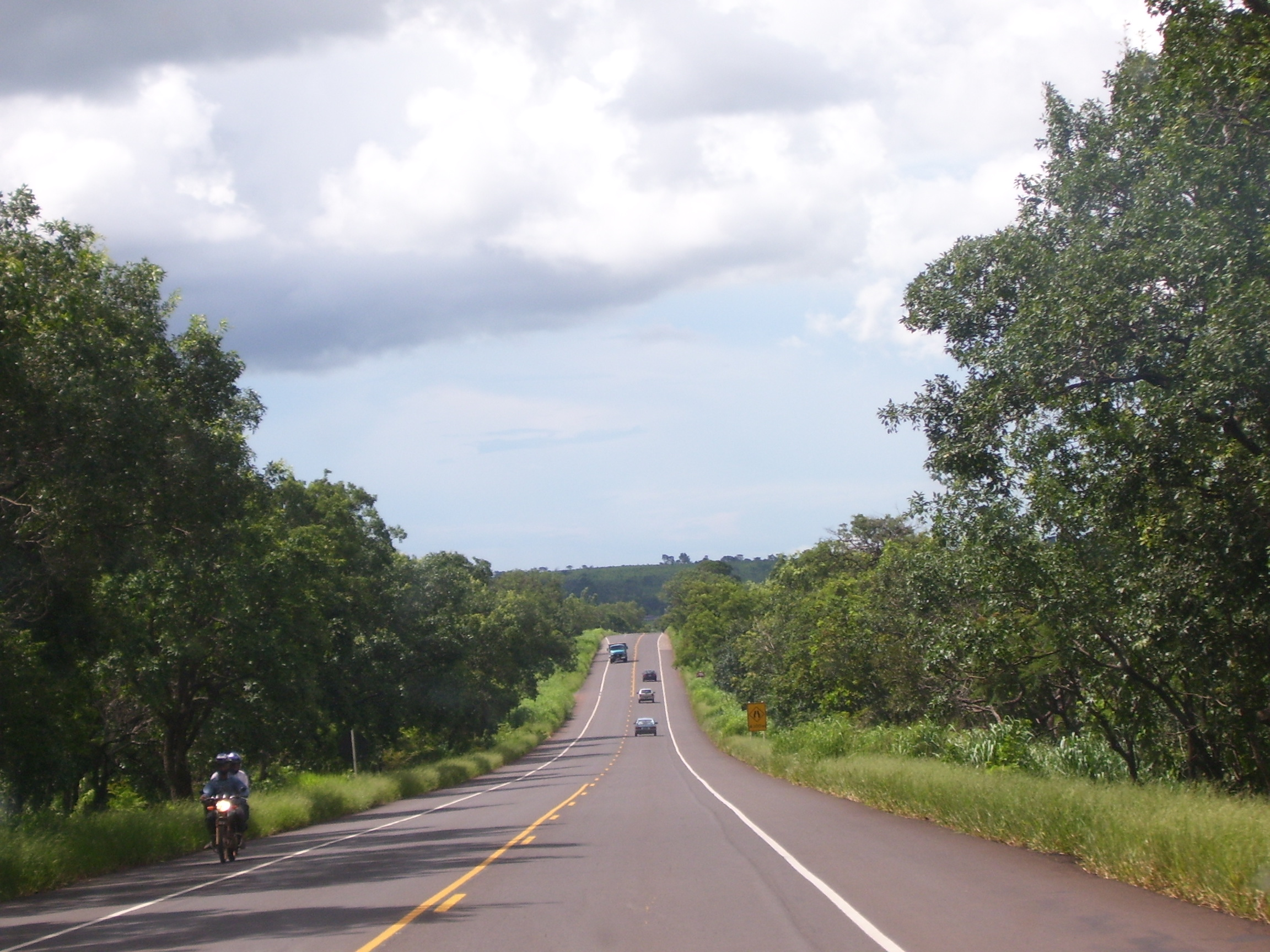
Autoweg BR-267 door Bataguassu